# 船橋市立若松中学校
船橋市立若松中学校（ふなばししりつ わかまつちゅうがっこう）は、千葉県船橋市若松にある公立中学校。2018年に創立50周年記念会が行われた。

## 沿革
- 1969年(昭和44年) - 新埋立地造成に伴い、（現在の南船橋駅前南口付近に）開校。
- 1978年(昭和53年)3月 - 現在の位置に移転。

## 著名な出身者
- さとう珠緒（女優・タレント）
- 多田慎也 - 作詞作曲家、音楽プロデューサー
- 中田璃士 - フィギュアスケート選手（男子シングル）

## 交通
- JR京葉線南船橋駅より徒歩10分
- 京成線船橋競馬場駅より徒歩25分